# Papouasie-Nouvelle-Guinée aux Jeux olympiques d'été de 2016
La Papouasie-Nouvelle-Guinée participe aux Jeux olympiques d'été de 2016 à Rio de Janeiro, au Brésil. Il s'agit de sa 10e participation aux Jeux olympiques d'été.

## Athlétisme
| Athlète     | Épreuve      | Séries   | Séries  | Quarts de finale | Quarts de finale | Demi-finales  | Demi-finales  | Finale        | Finale        |
| Athlète     | Épreuve      | Résultat | Rang    | Résultat         | Rang             | Résultat      | Rang          | Résultat      | Rang          |
| ----------- | ------------ | -------- | ------- | ---------------- | ---------------- | ------------- | ------------- | ------------- | ------------- |
| Theo Piniau | 200 m hommes | 22 s 14  | 8e      | Non qualifié     | Non qualifié     | Non qualifié  | Non qualifié  | Non qualifié  | Non qualifié  |
| Toea Wisil  | 100 m femmes | Exempte  | Exempte | 11 s 48          | 4e               | Non qualifiée | Non qualifiée | Non qualifiée | Non qualifiée |

## Boxe
| Athlète       | Catégorie             | 1/16e de finale              | 1/8e de finale      | Quart de finale     | Demi finale         | Finale              | Rang    |
| Athlète       | Catégorie             | Adversaire Résultat          | Adversaire Résultat | Adversaire Résultat | Adversaire Résultat | Adversaire Résultat | Rang    |
| ------------- | --------------------- | ---------------------------- | ------------------- | ------------------- | ------------------- | ------------------- | ------- |
| Thadius Katua | Poids légers (-60 kg) | Battu par Abdurashidov 0 - 3 | Éliminé             | Éliminé             | Éliminé             | Éliminé             | Éliminé |

## Judo
| Athlète        | Compétition           | 1er tour                     | 2e tour             | 3e tour             | Quart de finale     | Demi-finale         | Repêchage 1         | Repêchage 2         | Finale              | Rang    |
| Athlète        | Compétition           | Adversaire Résultat          | Adversaire Résultat | Adversaire Résultat | Adversaire Résultat | Adversaire Résultat | Adversaire Résultat | Adversaire Résultat | Adversaire Résultat | Rang    |
| -------------- | --------------------- | ---------------------------- | ------------------- | ------------------- | ------------------- | ------------------- | ------------------- | ------------------- | ------------------- | ------- |
| Raymond Ovinou | Moins de 66 kg hommes | battu par Bouchard 000 - 100 | Éliminé             | Éliminé             | Éliminé             | Éliminé             | Éliminé             | Éliminé             | Éliminé             | Éliminé |

## Natation
| Athlète   | Épreuve               | Séries  | Séries | Demi-finales | Demi-finales | Finale       | Finale       |
| Athlète   | Épreuve               | Temps   | Rang   | Temps        | Rang         | Temps        | Rang         |
| --------- | --------------------- | ------- | ------ | ------------ | ------------ | ------------ | ------------ |
| Ryan Pini | 100 m papillon hommes | 53 s 24 | 30e    | Non qualifié | Non qualifié | Non qualifié | Non qualifié |

## Taekwondo
| Athlète             | Compétition   | Huitièmes de finale      | Quarts de finale    | Demi-finales        | Repêchage 1         | Repêchage 2         | Finale              | Rang     |
| Athlète             | Compétition   | Adversaire Résultat      | Adversaire Résultat | Adversaire Résultat | Adversaire Résultat | Adversaire Résultat | Adversaire Résultat | Rang     |
| ------------------- | ------------- | ------------------------ | ------------------- | ------------------- | ------------------- | ------------------- | ------------------- | -------- |
| Maxemillion Kassman | -68 kg hommes | Battu par Achab 1 - 15   | Éliminé             | Éliminé             | Éliminé             | Éliminé             | Éliminé             | Éliminé  |
| Samantha Kassman    | +67 kg femmes | Battu par Walkden 1 - 14 | Éliminée            | Éliminée            | Éliminée            | Éliminée            | Éliminée            | Éliminée |

## Haltérophilie
| Athlète    | Compétition   | Arraché  | Arraché | Épaulé-jeté | Épaulé-jeté | Total | Rang |
| Athlète    | Compétition   | Résultat | Rang    | Résultat    | Rang        | Total | Rang |
| ---------- | ------------- | -------- | ------- | ----------- | ----------- | ----- | ---- |
| Morea Baru | -62 kg hommes | 126      | 6e      | 164         | 6e          | 290   | 6e   |